# Associació Internacional de Metges per a la Prevenció de la Guerra Nuclear
L'Associació Internacional de Metges per a la Prevenció de la Guerra Nuclear (IPPNW), en anglès: International Physicians for the Prevention of Nuclear War, és una prestigiosa organització creada per metges soviètics i nord-americans durant la Guerra Freda per a la prevenció de la guerra nuclear i l'evitació de conflictes armats. Per aquests motius la IPPNW va rebre el Premi Nobel de la Pau el 1985.
Fou fundada el 1980 pels cardiòlegs Bernard Lown (EUA) i Evgueni Chazov (URSS), té la seu a la ciutat nord-americana de Boston, Massachusetts. L'associació està present en més de 60 països.
La IPPNW ha estès el seu missatge original per incloure la prevenció a totes les guerres, no només la nuclear, la desmilitarització del món i minimitzar els efectes de la guerra i promoure el desenvolupament i el respecte mediambiental.